# Madeleine Robinson
Madeleine Robinson, nome d'arte di Madeleine Yvonne Svoboda (Parigi, 5 novembre 1917 – Losanna, 1º agosto 2004), è stata un'attrice francese naturalizzata svizzera.

## Biografia
Nacque nella capitale francese da due immigrati di origine ceca che si separarono quando lei aveva solo 10 anni, nonostante altri tre figli. Svolse diversi lavori fin da giovanissima e si interessò molto presto alla recitazione. Nel 1936 girò il suo primo film da protagonista, Raggio di sole, e nel corso della sua lunga carriera partecipò a oltre 70 pellicole. Fu protagonista a teatro a partire dagli anni quaranta, mentre nell'ultima parte della sua vita fu molto attiva in film e sceneggiati per la televisione. 
Vinse il premio per la miglior attrice alla 24ª Mostra del Cinema di Venezia per il film A doppia mandata (1959) di Claude Chabrol. Conquistò inoltre il premio della migliore attrice assegnatole dal Sindacato dei critici teatrali nel 1965 per la sua interpretazione nella pièce Chi ha paura di Virginia Woolf?, con la direzione di Franco Zeffirelli.
Ebbe due matrimoni di breve durata: dal primo con l'attore Robert Dalban nacque il primo figlio Jean-François. Ebbe una lunga relazione con José Luis de Vilallonga, scrittore e attore spagnolo, e con il musicista Jean-Louis Jaubert, membro del gruppo vocale Les Compagnons de la chanson. Da questa unione nel 1955 nacque Sophie-Julia, prematuramente scomparsa all'età di 38 anni a causa dell'AIDS.
Visse gli ultimi anni in Svizzera, dove morì all'età di 86 anni.

## Filmografia parziale
- Il sentiero della felicità (Les Beaux jours), regia di Marc Allégret (1935)
- Raggio di sole (Le Mioche), regia di Léonide Moguy (1936)
- Notti di fuoco (Nuits de feu), regia di Marcel L'Herbier (1937)
- Il tiranno del Tibet (Tempête sur l'Asie), regia di Richard Oswald (1938)
- Le capitaine Benoît, regia di Maurice de Canonge (1938)
- La nuit merveilleuse, regia di Jean-Paul Paulin (1940)
- Lumière d'été, regia di Jean Grémillon (1943)
- Evasione (Douce), regia di Claude Autant-Lara (1943)
- Silenziosa minaccia (Sortilèges), regia di Christian-Jaque (1945)
- I ribelli della Vandea (Les Chouans), regia di Henri Calef (1947)
- La via del rimorso (Une si jolie petite plage), regia di Yves Allégret (1949)
- On ne triche pas avec la vie, regia di René Delacroix (1949)
- Tra le undici e mezzanotte (Entre onze heures et minuit), regia di Henri Decoin (1949)
- Per l'amore di mia figlia (Le Mystère Barton), regia di Charles Spaak (1949)
- L'invité du mardi, regia di Jacques Deval (1950)
- Dio ha bisogno degli uomini (Dieu a besoin des hommes), regia di Jean Delannoy (1950)
- Ragazzo selvaggio (Le Garçon sauvage), regia di Jean Delannoy (1951)
- L'uomo della mia vita (L'Homme de ma vie), regia di Guy Lefranc (1952)
- Seuls au monde, regia di René Chanas (1952)
- La maschera del delitto (Je suis un mouchard), regia di René Chanas (1953)
- L'ultima notte (La Dernière nuit), regia di Georges Lacombe (1953)
- Il caso Maurizius (L'Affaire Maurizius), regia di Julien Duvivier (1954)
- Il coltello sotto la gola (Le Couteau sous la gorge), regia di Jacques Séverac (1955)
- L'isola delle donne sole (Les Possédées), regia di Charles Brabant (1956)
- I demoniaci (Les Louves), regia di Luis Saslavsky (1957)
- La bestia muore due volte (La Bonne tisane), regia di Hervé Bromberger (1958)
- Peccato di gioventù (Péché de jeunesse), regia di Louis Duchesne (1958)
- A doppia mandata (À double tour), regia di Claude Chabrol (1959)
- Febbre di rivolta (Le Goût de la violence), regia di Robert Hossein (1961)
- Giorno per giorno, disperatamente, regia di Alfredo Giannetti (1961)
- La notte del peccato (Leviathan), regia di Léonard Keigel (1962)
- L'amore impossibile (La Croix des vivants), regia di Ivan Govar (1962)
- Le tentazioni quotidiane (Le Diable et les 10 commandements), regia di Julien Duvivier (1962)
- Il processo (Le Procès), regia di Orson Welles (1962)
- Il re delle corse (Le Gentleman d'Epsom), regia di Gilles Grangier (1962)
- Il paladino della corte di Francia (La Salamandre d'or), regia di Maurice Régamey (1962)
- La spia che venne dall'ovest (Agent spécial à Venise), regia di André Versini (1964)
- Non sono un'assassina (Piège pour Cendrillon), regia di André Cayatte (1965)
- Un mondo nuovo (Un Monde Nouveau), regia di Vittorio De Sica (1966)
- Destinazione marciapiede (Le Voyage du père), regia di Denys de La Patellière (1966)
- Follia dei sensi (Le Coeur fou), regia di Jean-Gabriel Albicocco (1970)
- Quel violento mattino d'autunno (Le Petit matin), regia di Jean-Gabriel Albicocco (1971)
- L'amante tascabile (L'Amant de poche), regia di Bernard Queysanne (1978)
- Una donna semplice (Une Histoire simple), regia di Claude Sautet (1978)
- Sette giorni di gennaio (Siete días de enero), regia di Juan Antonio Bardem (1979)
- Camille Claudel, regia di Bruno Nuytten (1988)
- L'orso di peluche (L'Ours en peluche), regia di Jacques Deray (1994)

## Doppiatrici italiane
- Lydia Simoneschi in A doppia mandata, Le tentazioni quotidiane
- Dhia Cristiani in Giorno per giorno disperatamente
- Rita Savagnone in Il re delle corse

## Riconoscimenti
- Festival del cinema di Venezia
  - 1959 – Coppa Volpi per la migliore interpretazione femminile per A doppia mandata
- Premio Molière
  - 2001 – Premio Molière onorario